# روجينو
روجينو (بريانزو : Rògen) هي كومونا (بلدية) في مقاطعة ليكو في منطقة لومبارديا الإيطالية، وتبعد حوالي 35 كيلومتر (22 ميل) شمال ميلانو، وحوالي 13 كيلومتر (8 ميل) جنوب غرب ليكو.
تحد روجينو البلديات التالية: بوسيسيو باريني، كوستا ماسناغا، يوبيليو، ميرون، مولتينو.